# We Heart It
We Heart It era uma rede social com foco no compartilhamento imagens através de “hearts” (corações). Mesmo sendo uma rede brasileira, seu template é em inglês, idioma universal, visando um público alvo e marketing maior. O site era muito famoso por sua imensa variedade de fotos que podem ser postadas por qualquer de seus usuários, separando-as em "tags", ou seja, filtros de pesquisa que dividem suas seções. Hoje em dia se tornou um editor de fotos, sem muitas explicações da empresa do motivo de tal mudança.